# Vrachtauto
Een vrachtauto of vrachtwagen (in het Belgisch-Nederlands ook wel camion) is een motorvoertuig gemaakt voor het vervoeren van goederen en waarvan de maximaal toegestane massa meer dan 3.500 kilogram bedraagt. Dit is althans de grens tussen een vrachtauto en een bestelauto (camionette) volgens de regelgeving in Nederland en de drie gewesten van België. In andere landen kan die norm licht verschillen. Tegenwoordig wordt ook vaak de Engelse term truck gebruikt.

## Kenmerken

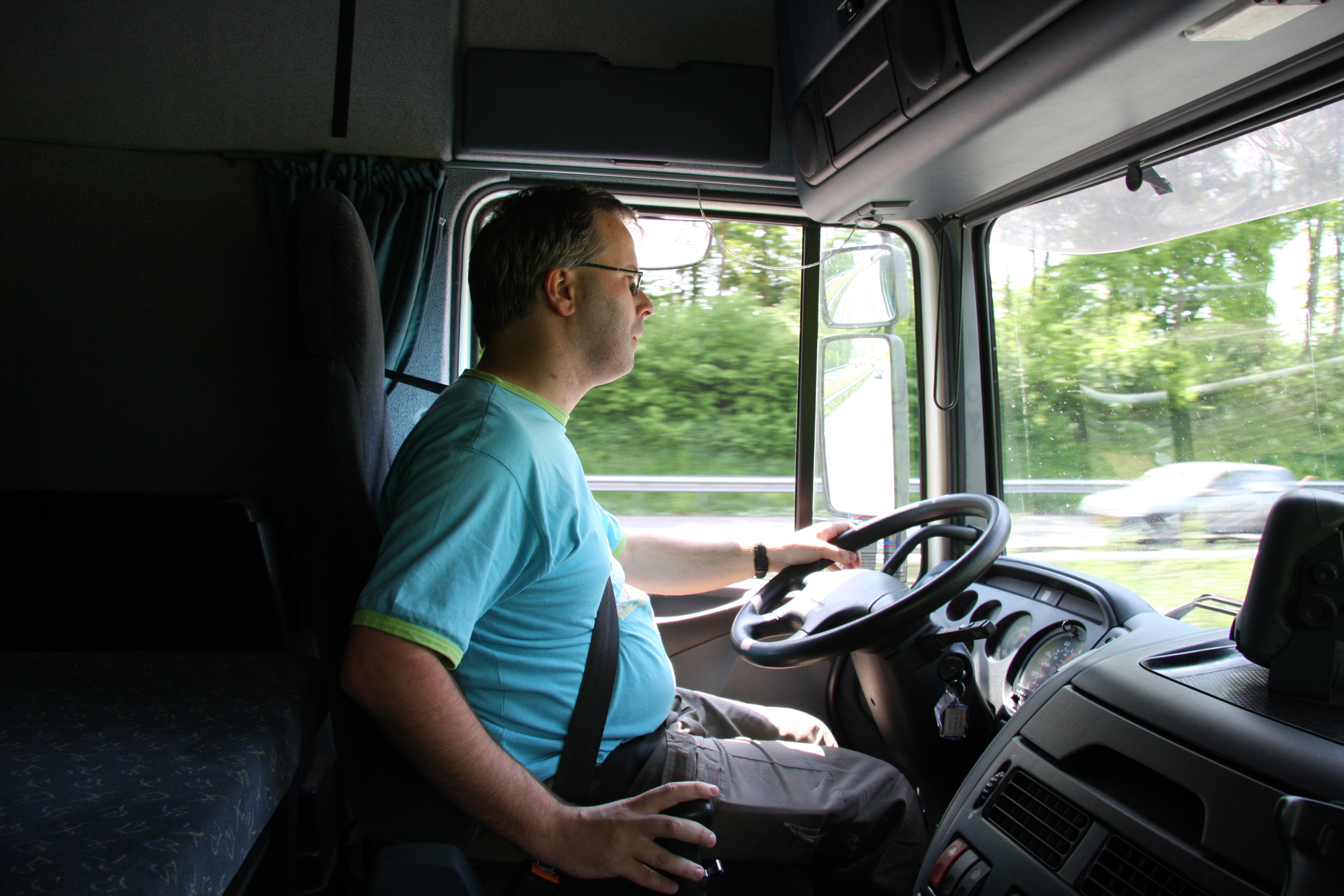
Vrachtwagenchauffeur aan het werk

Voor het besturen van een vrachtauto is een Europees rijbewijs nodig: rijbewijs C of rijbewijs CE, afhankelijk of er met een aanhanger/trailer gereden wordt. Bovendien is een bewijs van vakbekwaamheid verplicht voor beroepschauffeurs, en het gewicht van het voertuig boven de 3500 kg ligt, ook wel het chauffeursdiploma genoemd.
De trekker met oplegger is in Europa de meest voorkomende configuratie.
In tegenstelling tot de personenauto's, die voor het remmen gebruikmaken van een hydraulisch remsysteem, maakt een vrachtauto gebruik van het EG-Volluchtremsysteem.

## Verduurzaming
Door toevoeging van AdBlue wordt het mogelijk dat dieselmotoren voldoen aan de in 2005 ingevoerde Euro IV-norm, Euro V-norm en de Euro VI-norm.
Begin 2011 brengt DAF Trucks een primeur uit met hun hybride vrachtwagen LF Hybrid. Deze twaalftonsvrachtwagen voor distributieverkeer is naast een dieselmotor van 118 kW voorzien van een elektromotor van 44 kW. Deze drijft de vrachtwagen aan in de groene zones van grote steden. Na twee jaar proefrijden met diverse prototypes is de tijd nu rijp voor een marktintroductie. Praktijktests wijzen op een brandstofbesparing van 10 tot 20 procent.
Overigens is dit geen primeur meer, Mercedes-Benz en IVECO hebben een soortgelijk voertuig al in 2010 in hun programma opgenomen. Wel een primeur heeft IVECO: het volledige programma van IVECO is op aardgas te verkrijgen. Dit brengt een CO2 reductie t.o.v. Euro5 met zich mee van 80%.
Geleidelijk worden de Europese normen voor CO2-uitstoot van vrachtwagens aangescherpt. Omdat deze normen met betere dieselmotoren waarschijnlijk niet behaald kunnen worden, wordt nagedacht over alternatieven. Biobrandstoffen en synthetische brandstoffen zijn bruikbaar in de bestaande motoren. Daarnaast zijn andere vormen van aandrijving denkbaar. Voor korte ritten kan elektrisch rijden met batterijen in aanmerking komen. Voor langere ritten is rijden op waterstof een alternatief.

## Wettelijke vereisten
Een Europese richtlijn bepaalt maxima voor lengte, breedte, hoogte en massa, die de meeste lidstaten min of meer hebben overgenomen. Zo is bijvoorbeeld 40 ton het maximum. Worden een of meer van deze grenzen overschreden, dan spreekt men van uitzonderlijk vervoer, hiervoor is een vergunning vereist.
Binnen de EU hebben vrachtauto's met een GVW van 6,5 ton en meer een (digitale) tachograaf en een snelheidsbegrenzer.
Door het hoge gewicht van de vrachtwagen belasten ze het wegennet meer. In de meeste Europese landen moeten vrachtwagens (met GVW van 12 ton of meer) een extra belasting betalen voor het gebruik van de autosnelweg. In Nederland is dat de belasting zware motorrijtuigen (BZM). Wie deze belasting betaalt, ontvangt een eurovignet. In Duitsland betaalt men voor het gebruik van de autosnelwegen door vrachtauto's die zwaarder zijn dan 7,5 ton zogenaamde Maut (Duits voor tol). Zie Toll Collect.

## Merken

### Europese vrachtautomerken

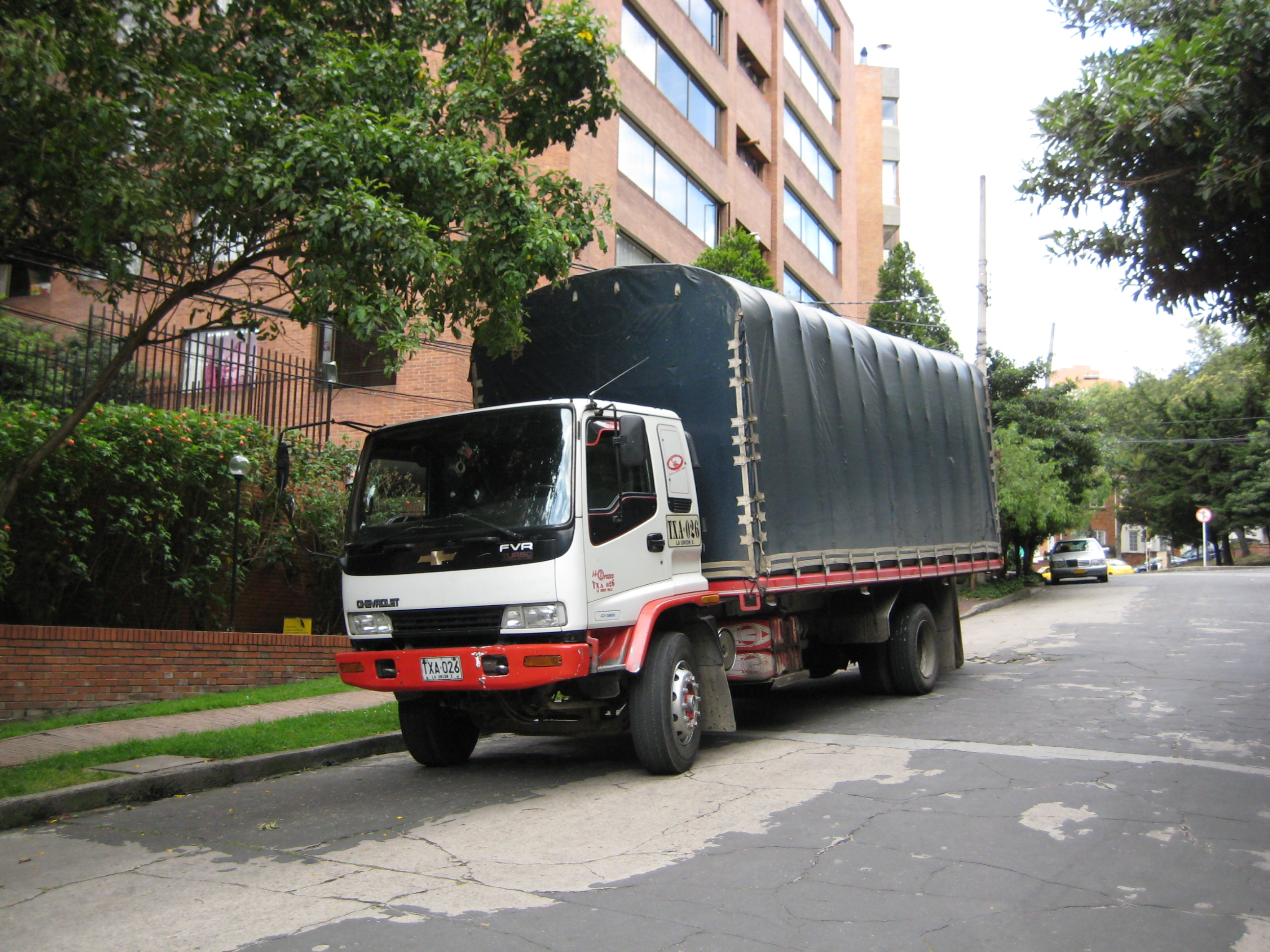
Een vrachtwagen van Chevrolet

- Chevrolet Trucks
- DAF
- Ginaf
- Iveco
- Kamaz
- MAN
- MAZ
- Mercedes-Benz
- Pegaso
- Renault Trucks
- Scania
- Sisu Auto
- Steyr
- Tatra
- Terberg
- Volvo

#### Historische Europese vrachtautomerken
- Barreiros
- Berna
- Büssing
- ERF
- Foden
- FTF
- Hanomag
- Henschel
- IFA
- Kromhout
- Magirus-Deutz
- ÖAF
- OM
- Opel
- Saurer
- Scammell
- Škoda